# Aéroport d'Huambo
L'aéroport d'Huambo-Albano Machado (code IATA : NOV • code OACI : FNHU) est un aéroport public au sud-est de Huambo, la capitale de la province d'Huambo, Angola. Il était auparavant nommé aéroport Nova de Lisboa, car à l'époque coloniale, la ville fut appelée Nova de Lisboa, ou Nouvelle-Lisbonne.

## Situation
| \| 100 km1:5 636 000 \| Cabinda Catumbela Huambo Kuito Luanda Lubango Luéna Ménongue Moçâmedes Ondjiva Saurimo Soyo M'banza · Congo Aéroport international d'Angola |
| 100 km1:5 636 000 |

Carte statique des aéroports de l'Angola.Carte dynamique des aéroports de l'Angola.

## Compagnies aériennes et destinations
| Compagnies           | Destinations                                                      |
| -------------------- | ----------------------------------------------------------------- |
| TAAG Angola Airlines | Catumbela, Luanda-Quatro de Fevereiro, Lubango, Ménongue, Ondjiva |

Édité le 25/06/2017  Actualisé le 25/10/2023